# زلزال القدس (1834)
وقع زلزال القدس عام 1834 في 13 مايو خلال الأيام القليلة الأولى من تمرد الفلاحين في فلسطين ضد إبراهيم محمد علي باشا من إيالة مصر. كان مركز الزلزال في منطقة القدس. وبعد فترة هدوء قصيرة، استؤنف القتال في اليوم التالي.
شملت الأضرار الناجمة عن الزلزال انهيار جزء من سور المدينة بالقرب من قبة الصخرة، وانهيار القبة فوق قبة المعراج، ومئذنة في المدينة وأخرى على جبل الزيتون، وانهيار وأضرار في عدد من منازل كبيرة بالقدس، وأضرار شديدة لحقت بالأديرة اللاتينية والأرمنية في بيت لحم. لقد عانت كنيسة القيامة من أضرار طفيفة.

## قائمة المراجع
- Rood، Judith Mendelsohn (2004)، Sacred Law In The Holy City: The Khedival Challenge To The Ottomans As Seen From Jerusalem, 1829–1841، BRILL، ISBN:9789004138100، مؤرشف من الأصل في 2020-01-28
- Spyridon، S. N. (1938). "Annals of  Palestine, 1821–1841: Manuscript". Journal of the Palestine Oriental Society. ج. XVIII: 65–111. مؤرشف من الأصل في 2021-03-08.